# Nephodia discoloraria
Nephodia discoloraria là một loài bướm đêm trong họ Geometridae.